# جوزيف إي. وارنر (سياسي)
جوزيف إي. وارنر (بالإنجليزية: Joseph E. Warner)‏ هو سياسي أمريكي، ولد في 14 مارس 1870، وتوفي في 16 أبريل 1956. انتخب عضو مجلس نواب ميشيغان ‏.